# Glenn Stevens
Robert Glenn Stevens CA (nacido el 23 de enero de 1958) es un economista australiano que fue Gobernador del Banco de la Reserva de Australia de septiembre de 2006 a septiembre de 2016.

## Educación
Stevens nació en Sídney en el año 1958.
Se graduó de la Universidad de Sídney en 1979 con una Licenciatura en Economía, con honores. Posteriormente, se graduó de la Universidad de Western Ontario con una Maestría en Artes. En 2014 fue investido doctor honoris causa en Leyes por la Universidad de Western Ontario.

## Carrera
Después de ocupar varios cargos en el Banco antes de 1990, aceptó un puesto como profesor visitante en el Banco de la Reserva Federal de San Francisco. Posteriormente, Stevens ocupó diversos cargos en el Banco de la Reserva de Australia, como jefe del departamento de análisis económico, jefe del departamento internacional, y consejero del gobernador de 1996 a 2001, antes de su nombramiento como subgobernador en diciembre de 2001.

### Gobernador del RBA
Tras la jubilación de Ian Macfarlane en septiembre de 2006, que ocupó el cargo de gobernador durante diez años, Stevens fue designado para reemplazar a Macfarlane. Stevens ha demostrado un compromiso con el estilo operativo de la Reserva establecida bajo Macfarlane, incluyendo su independencia del gobierno, la meta de lograr un 2-3% de inflación en el transcurso del ciclo económico, y la rendición de cuentas de la Reserva cuando se toma la decisión de cambiar las tasas de interés.
A principios de 2008 Stevens anunció una subida del tipo de interés oficial en 50 puntos básicos, sobre la predicción de continuas presiones inflacionistas. Esto atrajo fuertes críticas de The Daily Telegraph. A medida que la crisis financiera Mundial de 2008-2009 iba progresando, Stevens anunció grandes recortes a la tasa oficial. A finales de 2008, el comité ejecutivo de la Reserva, presidida por Stevens, había reducido las tasas de interés de un total de 300 puntos base, devolviéndolos a los niveles de mediados de 2002. En agosto de 2013, las tasas de interés se habían recortado al 2,5%, justificadas por el crecimiento económico interno por debajo de las tendencias a largo plazo, el valor relativamente alto del dólar australiano, y un mercado de trabajo «débil». Estos eran los motivos de mantener tasas de interés oficiales históricamente bajas. En mayo de 2016, el RBA bajó la tasa de efectivo al 1,75%. El RBA afirmó que la inflación ha sido inesperadamente baja, debido al escaso crecimiento de los costos laborales y presiones bajas de coste en el resto del mundo; lo que justifica la reducción de la tasa de efectivo a niveles históricamente bajos.

## Vida personal
En 2016 Stevens fue nombrado caballero de la Orden de Australia por servicios eminentes a los sectores financiero y a los bancos centrales a través de los roles de liderazgo en su aplicación innovadora de la política monetaria y económica, a la regulación financiera internacional, y a la comunidad.